# VV Harkemase Boys
Maillots
Le VV Harkemase Boys est un club néerlandais de football basé à Harkema. Harkemase Boys joue actuellement dans la Topklasse.

## Historique
- 1946 : fondation du club
- 1997 : champions de D4e
- 2003 : champions de D3c
- 2008 : champions de D4e
- 2009 : champions de D3c